# Национальная партия (ЮАР)
Национальная партия (африк. Nasionale Party, англ. National Party) — крайне правая партия, находившаяся у власти в ЮАС и ЮАР с 4 июня 1948 года до 10 мая 1994 года. Партия установила в стране режим апартеида; при ней Южно-Африканский Союз был переименован в Южно-Африканскую Республику и вышел из британского Содружества наций. Большая часть сторонников партии принадлежала к африканерам. В 1995 году переименована в Новую Национальную партию, в 1997 году реорганизована, окончательно прекратила свою деятельность в 2005 году.

## История
Национальная партия была основана в 1914 году африканерами-националистами, основу идеологии которых составлял этнонационализм. На выборах 1915 года партия получила 27 мест в парламенте. Правительство Яна Смэтса весной 1922 года жестоко подавило забастовки на угольных и золотых рудниках, поэтому белые рабочие на последовавших летом 1924 года выборах голосовали в основном за Лейбористскую и Национальную партии, одержавшие победу и сформировавшие коалиционное правительство Джеймса Герцога. Это правительство находилось у власти до 1933 года; в 1933—1948 годах страной правило коалиционное правительство Смэтса и Герцога (последний оставался премьер-министром до 1939 года), организованное Национальной и Южно-Африканской партиями, сформировавшими в 1934 году Объединённую партию. Вместе с тем в те же годы наблюдалось усиление идеологических позиций африканерского национализма, и в 1935 году наиболее ярые их сторонники во главе с Даниэлем Франсуа Маланом выделились из Национальной партии в так называемую «Чистую Национальную партию». К выборам 1948 года произошло воссоединение Национальной партии, которая в итоге одержала на них победу и сформировала правительство во главе с Маланом, начавшее проводить политику апартеида.

### Национальная партия после 1994 года
В 1994 году состоялись выборы, в которых впервые смогли принять все этнические группы, населявшие ЮАР. Победу на этих выборах одержала коалиция, возглавляемая Африканским Национальным Конгрессом. Национальная партия заняла второе место, получив 20,4 % голосов. После выборов партия изменила своё название на «Новая национальная партия».
На выборах 2000 года Новая национальная партия и Демократическая партия объединились в Демократический альянс. Однако уже в октябре 2001 года Новая национальная партия вышла из коалиции. В 2005 году партия прекратила своё существование, а бывшие депутаты от неё в основном присоединились к АНК.